# 曲芒发草
曲芒发草（学名：Deschampsia flexuosa）为禾本科发草属下的一个种。

## 扩展阅读
- 維基物種上的相關：曲芒发草